# US-amerikanische Badmintonmeisterschaft 1983
Die US-amerikanische Badmintonmeisterschaft 1983 fand im Frühjahr 1983 in Countryside, Illinois, statt. Es war die 43. Auflage der nationalen Titelkämpfe im Badminton in den USA.

## Titelträger
| Disziplin    | Sieger                     |
| ------------ | -------------------------- |
| Herreneinzel | Rodney Barton              |
| Dameneinzel  | Cheryl Carton              |
| Herrendoppel | John Britton Gary Higgins  |
| Damendoppel  | Pam Brady Judianne Kelly   |
| Mixed        | Mike Walker Judianne Kelly |